# Auszeichnung für gute Bauten Graubünden
Auszeichnung für gute Bauten Graubünden ist ein schweizerischer Architekturpreis und wird vom Verein Gutes Bauen Graubünden seit 1987 verliehen.

## Geschichte
Der Verein Gutes Bauen Graubünden wird von folgenden Organisationen getragen: Bund Schweizer Architekten, Bündner Heimatschutz, Bündner Vereinigung für Raumentwicklung, Heimatschutz Sektion Engadin und Südtäler, Institut für Bauen im alpinen Raum, Schweizerischer Werkbund und Schweizerischer Ingenieur- und Architektenverein.
Die Auszeichnung will das Gespräch über Architektur fördern und dadurch ein Bewusstsein für Baukultur schaffen.
Zur Beurteilung eingereicht werden können Neubauten aus den Bereichen Architektur und Ingenieurwesen, Umbauten, Restaurierungen, Aussenraumgestaltungen (Plätze, Gärten etc.) sowie realisierte städtebauliche Planungen und genehmigte raumplanerische Vorhaben.

## Preisträger

### 1987
| Ort            | Titel                            | Architekt                                                                | Ingenieur                               | Bauherr                                                   | Abbildung                       |
| -------------- | -------------------------------- | ------------------------------------------------------------------------ | --------------------------------------- | --------------------------------------------------------- | ------------------------------- |
| Domat/Ems      | Gemeindezentrum Tircal           | Rudolf Fontana (Mitarbeit: Leo Bieler, Gioni Signorell)                  |                                         |                                                           |                                 |
| Breil/Brigels  | Wohnhaus                         | Rudolf Fontana (Mitarbeit: Leo Bieler)                                   |                                         |                                                           |                                 |
| Untervaz       | Schule                           | Robert Obrist                                                            |                                         |                                                           | Schule, Untervaz                |
| Poschiavo      | Ristorante Motrice               | Prospero Gianoli                                                         |                                         |                                                           |                                 |
| Haldenstein    | Doppelhaus Räth                  | Peter Zumthor                                                            | Andrea Branger, Branger & Conzett       |                                                           |                                 |
| Chur           | Schutzbauten Welschdörfli        | Peter Zumthor                                                            | Jürg Buchli                             |                                                           | Schutzbauten Welschdörfli, Chur |
| Haldenstein    | Atelier                          | Peter Zumthor                                                            |                                         | Peter Zumthor                                             |                                 |
| Roveredo       | Schulhaus Mondan                 | Fausto Censi und Fausto Chiaverio                                        | Edy Toscano                             | Corporazione dei Comuni per la Scuola Secondaria di Valle | Schulhaus Mondan                |
| Castaneda      | Schulhaus                        | Max Kasper                                                               |                                         | Schulgemeindeverband Calancatal                           | Grundschule Castaneda           |
| Scuol          | Center Chasa Augustin            | Beat Consoni (Mitarbeiter: Gion Signorell, Toni Thaler, Elisabeth Merkt) | Edy Toscano, Swiss Electra, Gian Caprez | Otto Augustin                                             |                                 |
| San Bernardino | Chiesa Rotonda di San Bernardino | Fausto Censi und Fausto Chiaverio                                        |                                         |                                                           |                                 |

### 1994
| Ort             | Titel                               | Architekt                         | Ingenieur                             | Bauherr                     | Abbildung                                 |
| --------------- | ----------------------------------- | --------------------------------- | ------------------------------------- | --------------------------- | ----------------------------------------- |
| Vorderprättigau | Unterwerk                           | Conradin Clavuot                  | Jürg Conzett                          | Bündner Kraftwerke          |                                           |
| Domat/Ems       | Einstellhalle                       | Isa Stürm und Urs Wolf            | Wolf Bau                              | Immobilias Wolf+Co          |                                           |
| Trimmis         | Erweiterung Wohnhaus                | Pablo Horváth                     | Jürg Buchli                           |                             | Erweiterung Wohnhaus, Trimmis             |
| Davos           | Kirchner-Museum                     | Gigon Guyer                       | Davoser Ingenieure                    | Kirchner Stiftung           | Kirchner-Museum                           |
| Vrin            | Geissenstall Alp Parvansauls        | Gion A. Caminada                  | Branger & Conzett                     |                             |                                           |
| Sumvitg         | Caplutta Sogn Benedetg              | Peter und Annalisa Zumthor-Cuorad | Jürg Buchli und Jürg Conzett          |                             |                                           |
| Chur            | Alterswohnanlage                    | Peter Zumthor                     | Jürg Buchli                           |                             |                                           |
| Versam          | Haus Gugalun                        | Peter Zumthor                     | Branger & Conzett                     | Dr. Peter Truog. Bottmingen |                                           |
| Alvaschein      | Schule                              | Bearth & Deplazes                 | Jürg Conzett                          | Gemeinde Alvaschein         |                                           |
| Tschlin         | Mehrzweckhalle                      | Bearth & Deplazes                 | Albert Mayer                          | Vischnanca da Tschlin       |                                           |
| Chur            | Überdachung Postautostation Bahnhof | Richard Brosi und Robert Obrist   | Ove Arup & Partners und E. Toscano    | PTT                         | Überdachung Postautostation Bahnhof, Chur |
| Schuls          | Kindergarten                        | Teodor Biert                      | Peter Brem                            | Gemeinde Schuls             |                                           |
| Chur            | Ingenieurschule HTL                 | Jüngling & Hagmann                | Branger & Conzett / Rätia / Melcherts | Verein Ingenieurschule HTL  | Ingenieurschule HTL, Chur                 |
| Chur            | Umbau und Erweiterung Wohnhaus      | Gioni Signorell                   | Branger & Conzett                     | Dr. P.C. Conrad-Lardelli    | Umbau und Erweiterung Wohnhaus, Chur      |
| Landquart       | Überführung «Landquartlöser»        | -                                 | Branger & Conzett                     | Kanton Graubünden           |                                           |

### 2001
| Ort        | Titel                        | Architekt                                                                      | Ingenieur                                                                     | Bauherr               | Abbildung                 |
| ---------- | ---------------------------- | ------------------------------------------------------------------------------ | ----------------------------------------------------------------------------- | --------------------- | ------------------------- |
| Oberrealta | St. Nepomuk                  | Rudolf Fontana und Christian Kerez                                             | Toni Cavigelli                                                                |                       |                           |
| Flims      | Gelbes Haus                  | Valerio Olgiati (Mitarbeiter: Raphael Zuber, Pascal Flammer und Iris Dätwyler) | Patrick Gartmann, Conzett Bronzini Gartmann                                   |                       |                           |
| Paspels    | Oberstufenschulhaus Paspels  | Valerio Olgiati (Mitarbeiter: Raphael Zuber, Iris Dätwyler und Gaudenz Zindel) | Gebhard Decasper                                                              |                       |                           |
| Klosters   | Sunnibergbrücke              | Andrea Deplazes                                                                | Christian Menn (Entwurf) – Bänziger, Köppel, Brändli und Partner (Ausführung) | Kanton Graubünden     | Sunnibergbrücke, Klosters |
| Davos      | Sportzentrum                 | Gigon/Guyer                                                                    | Diag Davoser Ingenieure und Branger & Conzett                                 | Davos Tourismus       |                           |
| Fläsch     | Schulhaus                    | Pablo Horváth                                                                  | Bänziger, Köppel, Brändli und Partner                                         |                       |                           |
| Felsberg   | Wohnhaus                     | Conradin Clavuot                                                               | Placido Pérez                                                                 |                       |                           |
| Vella      | Schulanlage                  | Bearth & Deplazes                                                              | Casanova SA und Andrea Rüedi                                                  |                       |                           |
| Vals       | Therme                       | Peter Zumthor                                                                  | Jürg Buchli                                                                   |                       |                           |
| Vignogn    | Chasa Crestas                | Gion A. Caminada mit Beat Hausherr                                             | Conzett Bronzini Gartmann                                                     |                       |                           |
| Duvin      | Schulhaus                    | Gion A. Caminada mit Thomas Stettler                                           | Branger & Conzett                                                             |                       |                           |
| Viamala    | Pùnt da Suransuns            |                                                                                | Jürg Conzett, Conzett Bronzini Gartmann                                       |                       |                           |
| Chur       | Kantonsspital – Bettenhaus D | Silvia Gmür und Livio Vacchini                                                 | Bänziger, Köppel, Brändli und Partner                                         |                       |                           |
| Chur       | Siedlung Trivoli             | Jüngling & Hagmann                                                             | Georg Liesch                                                                  |                       |                           |
| Fläsch     | Wohnhaus                     | Bearth & Deplazes                                                              | Conzett Bronzini Gartmann                                                     |                       |                           |
| Fanas      | Maiensäss                    | Bearth & Deplazes                                                              | Conzett Bronzini Gartmann                                                     |                       |                           |
| Sent       | Chasa Schigliana             | Rolf Furrer und Christof Rösch                                                 | Andreas Zachmann                                                              | Helen Rösch-Schelller |                           |

### 2013
| Ort        | Titel                                     | Architekt           | Landschaftsarchitekt | Ingenieur                 | Bauherr                                       | Abbildung                   |  |
| ---------- | ----------------------------------------- | ------------------- | -------------------- | ------------------------- | --------------------------------------------- | --------------------------- |  |
| Grono      | Schulhaus                                 | Raphael Zuber       | Maurus Schifferli    | Conzett Bronzini Gartmann |                                               |                             |  |
| Churwalden | Bachausbau                                | Conradin Clavuot    |                      |                           |                                               |                             |  |
| Chur       | Sanierung Bündner Kantonsschule           | Pablo Horváth       |                      |                           |                                               | Bündner Kantonsschule, Chur |  |
| Ardez      | Fundaziun Not Vital                       | Men Duri Arquint    |                      | Jon Andrea Könz           | Dr. Jachen Curdin Arquint-Bonorand, Not Vital |                             |  |
| Trimmis    | Haus Hemmi                                | Michael Hemmi       |                      | Martin Valier             |                                               | Wohnhaus, Trimmis           |  |
| Samedan    | Umbau Chesa Gabriel                       | Corinna Menn        |                      | Edy Toscano               |                                               |                             |  |
| Samedan    | Flazbrücken                               | -                   |                      | Pedrazzini Guidotti Sagl  |                                               |                             |  |
| Domat/Ems  | Tegia da Vaut Plong Vaschnaus             | Gion A. Caminada    |                      | Walter Bieler             |                                               |                             |  |
| Sils-Maria | Renovation Hotel Waldhaus                 | Miller & Maranta    |                      |                           |                                               | Hotel Waldhaus, Sils-Maria  |  |
| Samedan    | Bad                                       | Miller & Maranta    |                      | Jürg Buchli               | CS Anlagestiftung Real Estate Switzerland     |                             |  |
| Castasegna | Restaurierung & Erweiterung Villa Garbald | Miller & Maranta    |                      |                           |                                               | Villa Garbald, Castasegna   |  |
| Soglio     | Wohnhaus                                  | Armando Ruinelli    |                      |                           |                                               |                             |  |
| Ilanz      | Umbau Cinema Sil Plaz                     | Capaul & Blumenthal |                      |                           |                                               |                             |  |
| Vals       | Valserrheinbrücke                         | Peter Zumthor       |                      | Jürg Conzett              |                                               |                             |  |

Anerkennungen
| Ort        | Titel                                  | Architekt        | Landschaftsarchitekt | Ingenieur          | Bauherr | Abbildung |
| ---------- | -------------------------------------- | ---------------- | -------------------- | ------------------ | ------- | --------- |
| Poschiavo  | Mehrfamilienhaus                       | Fanzun AG        |                      | Fanzun AG          |         |           |
| Casti      | Wohnhaus                               | Curdin Michael   |                      | Jenny Planing      |         |           |
| Fläsch     | Restaurierung und Erweiterung Casacura | Kurt Hauenstein  | Wegelin              | Kurt Gubser        |         |           |
| St. Moritz | Wohnüberbauung Chalavus                | Pablo Horváth    |                      | Caprez             |         |           |
| Chur       | Bahnhof                                | Conradin Clavuot |                      | Gruner             |         |           |
| Chur       | Wohnhäuser                             | Pablo Horváth    |                      | Bänziger & Partner |         |           |
| Chur       | Wohnhäuser                             | Patrick Gartmann |                      | Patrick Gartmann   |         |           |
| Disentis   | Internat, Kloster und Sennerei         | Gion A. Caminada |                      | Walter Deplazes    |         |           |
| Flims      | Trutg dil Flem                         |                  |                      | Jürg Conzett       |         |           |

### 2017
| Ort         | Titel                          | Architekt                             | Landschaftsarchitekt | Ingenieur                  | Bauherr                  | Abbildung                |
| ----------- | ------------------------------ | ------------------------------------- | -------------------- | -------------------------- | ------------------------ | ------------------------ |
| St. Moritz  | Hallenbad                      | Bearth & Deplazes mit Morger & Dettli |                      |                            |                          |                          |
| Landquart   | Alters- und Pflegeheim         | Joos & Mathys und Schmid Schärer      | Paul Rutishauser     | Liesch Ingenieure          |                          |                          |
| Haldenstein | Atelier                        | Peter Zumthor, Rainer Weitschies      |                      | Plácido Pérez              | Peter Zumthor            |                          |
| Riom        | Umbau Wintertheater            | gasser derungs                        |                      | Walter Bieler, Guido Luzio | Origen Festival Cultural | Wintertheater Clavadeira |
| Haldenstein | Wohnhäuser                     | Norbert Mathis                        |                      | Plácido Pérez              |                          |                          |
| Valendas    | Gasthaus am Brunnen «Engihuus» | Gion A. Caminada                      |                      |                            |                          | Gasthaus am Brunnen      |
| Valendas    | Sanierung und Umbau Türalihus  | Capaul & Blumenthal                   |                      |                            |                          | Türalihus Valendas       |

Anerkennungen
| Ort          | Titel                   | Architekt                      | Landschaftsarchitekt                        | Ingenieur                 | Bauherr              | Abbildung |
| ------------ | ----------------------- | ------------------------------ | ------------------------------------------- | ------------------------- | -------------------- | --------- |
| Chur         | Erweiterung Kunstmuseum | Barozzi Veiga                  | Paolo Bürgi                                 | Ingenieurbüro Flütsch     |                      |           |
| Domat/Ems    | Mehrfamilienhaus        | Aita Flury                     | Müller Illien                               | Conzett Bronzini Gartmann |                      |           |
| Fläsch       | Weingut                 | Kurt Hauenstein                | Enea GmbH                                   |                           |                      |           |
| Lantsch/Lenz | Nordic House            | Pablo Horváth                  | Pirmin Jung Ingenieure und Bänziger Partner |                           |                      |           |
| Pany         | Gemeindehaus            | Pablo Horváth                  |                                             |                           |                      |           |
| Schluein     | Tribüne                 | Jan Berni und Georg Krähenbühl |                                             | Walter Bieler             |                      |           |
| Davos Munts  | Badehaus                | Capaul & Blumenthal            |                                             |                           | Vischnaunca Lumnezia |           |
| Viamala      | Besucherzentrum         | Iseppi Kurath                  |                                             |                           |                      |           |
| Viamala      | Doppelbrücke            |                                |                                             | Conzett Bronzini Gartmann |                      |           |

### 2021
Jury: Marina Hämmerle (Präsidentin), Meritxell Vaquer i Fernàndez, Joseph Schwartz, Lando Rossmaier, Anna Giacometti
| Ort        | Titel                            | Architekt         | Landschaftsarchitekt | Ingenieur                | Bauherr | Abbildung |
| ---------- | -------------------------------- | ----------------- | -------------------- | ------------------------ | ------- | --------- |
| Poschiavo  | Ersatz RhB-Galerien Alp Grüm     |                   |                      | Conzett Bronzini Partner |         |           |
| Castasegna | Studio Cascina Garbald           | Armando Ruinelli  |                      | Afry Schweiz             |         |           |
| Chur       | Siedlung Vier Jahreszeiten       | Bearth & Deplazes | Guido Hager          | Ferrari Gartmann         |         |           |
| Davos      | Erweiterung Eisstadion           | Daniele Marques   |                      | Conzett Bronzini Partner |         |           |
| Poschiavo  | Unterhaltsstützpunkt Berninapass | Bearth & Deplazes |                      | Ferrari Gartmann         |         |           |
| Valendas   | Siedlung Burggarta               | Gion A. Caminada  |                      | Conzett Bronzini Partner |         |           |

Anerkennungen
| Ort            | Titel                                | Architekt                              | Landschaftsarchitekt | Ingenieur                | Bauherr                                          | Abbildung |
| -------------- | ------------------------------------ | -------------------------------------- | -------------------- | ------------------------ | ------------------------------------------------ | --------- |
| Chur           | Siedlung Tusculum                    | Men Duri Arquint                       |                      |                          | Tusculum AG, Chur                                |           |
| Chur           | Restaurierung Krematorium Totengut   | Pablo Horváth                          |                      |                          | Feuerbestattungsverein Chur                      |           |
| Davos Wiesen   | Verbreiterung Jenisbergbrücke        |                                        |                      | Conzett Bronzini Partner | Gemeinde Bergün Filisur                          |           |
| Flims          | Zweifamilienhaus Sulten              | Nickisch Walder                        |                      | Ferrari Gartmann         | Anita Merker, Baden                              |           |
| Fürstenau      | Casa Caminada                        | Gion A. Caminada                       |                      | Conzett Bronzini Partner | Heinrich Schwendener-Stiftung, Sils im Domschleg |           |
| Ilanz/Glion    | Kommunales Räumliches Leitbild (KRL) | Christoph Sauter und Rainer Weitschies |                      |                          | Gemeinde Ilanz/Glion                             |           |
| St. Moritz Bad | Höhentrainings- und Wettkampfzentrum | Georg Krähenbühl                       |                      | Walter Bieler            | Gemeinde St. Moritz                              |           |